# Bucky gel
Il bucky gel è un materiale gelatinoso formato di nanotubi di carbonio mescolati a una specifica classe di liquidi ionici (sali di imidazolo). Può essere ottenuto utilizzando sia nanotubi di carbonio a parete singola  che a parete multipla. . 
La formazione del materiale avviene grazie a specifiche interazioni fisiche tra lo ione imidazolo e la struttura π della superficie dei nanotubi di carbonio.
Il bucky gel è flessibile, ha un'elevata conducibilità e può essere utilizzato per un'ampia gamma di applicazioni elettrochimiche, quali sensori, condensatori e attuatori.